# Балан, Даниэль
Даниэ́ль Бала́н (рум. Daniel Bălan; 16 сентября 1979, Сучава, Румыния) — румынский футболист.

## Карьера
В 2002 году получил серьёзную травму, после которой восстанавливался 18 месяцев. Это повреждение помешало футболисту закрепиться в составе «Стяуа». Большую часть своей карьеры Балан играл на правах аренды в клубах Румынии и Кипра. Два года защитник выступал в хабаровской «СКА-Энергии» в чемпионате ФНЛ. В 2012 году футболист выступал за румынский клуб «Ботошани». В последнее время является играющим тренером.

## Достижения
- Чемпион Румынии: 2005/06
- Обладатель суперкубка Румынии (2): 2001, 2006